# Bart de Ligtstraat

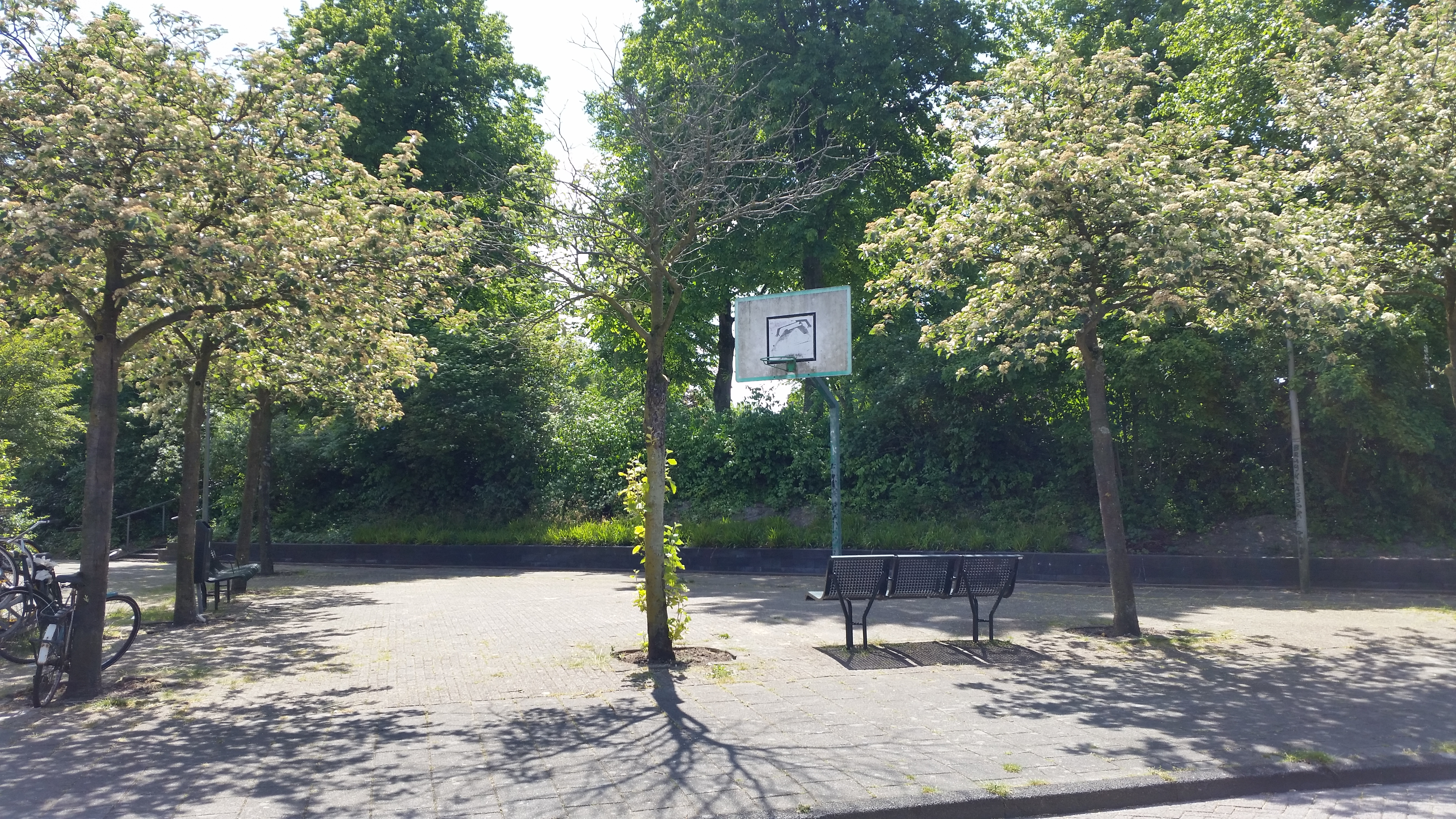
Basketbalveldje (mei 2020)

De Bart de Ligtstraat is een straat in Amsterdam-Oost.

## Algemeen
De straat ligt op het grondgebied van de voormalige Watergraafsmeer. Ze kreeg per raadsbesluit 13 december 1989 haar naam; een vernoeming naar theoloog, christensocialist, pacifist en latere anarchist Bart de Ligt. Meerdere straten in dit buurtje zijn naar vrijdenkers vernoemd zoals naar Clara Wichmann. De straat werd in de op 1989 volgende jaren volgebouwd op wat daarvoor nog het Julianapark was, maar dat grotendeels opgeofferd werd ten behoeve van woning- en kantoorbouw (stadsverdichting). De straat ligt in een V-vorm (met platte onderkant naar het zuiden). Ze begint aan de Maliebaan (een straat uit de tijd van gemeente Watergraafsmeer) en eindigt op de Schagerlaan (ook uit periode gemeente Watergraafsmeer), niet vernoemd naar het stadje Schagen maar naar Robert van Schager, die hier een hofstede had.
De straat is gelegen in een autoluwe buurt tussen de snelweg Gooiseweg en de drukke uitvalsroute Hugo de Vrieslaan. Openbaar vervoer bereikt deze wijk niet, maar het Station Amsterdam Amstel met trein-, metro-, tram- en busverbindingen ligt op loopafstand. 
In de straat, maar in de gehele buurt werden in de jaren negentig portiekwoningen gebouwd opgetrokken uit grijs baksteen voornamelijk in vier bouwlagen.

## Onbegrepen kunst
De straat botst aan de zuidkant tegen het talud van de Hugo de Vrieslaan. Hier konden geen woningen neergezet worden, er kwamen twee speelveldjes. Op een daarvan schilderde alternatief kunstenaar Harmen de Hoop in 1992 illegaal een doorsneden basketbalveld, dat botste op hetzelfde talud. De buurtbewoners vroegen zich vervolgens af, waar toch de bijbehorende basket bleef. De gemeente plaatste vervolgens een basket; in plaats deze op de juiste plaats te zetten volgens de basketbalregels kwam de basket te staan in de strafworpcirkel aan het eind van de vrijeworplijn. Toen de gemeente in de gaten kreeg dat het speelveldje illegaal was, haalde het de schildering weg, maar de basket bleef.